# Braga militar
La braga militar, braga de cuello o buff es una prenda de abrigo, consistente en un tejido fino (a veces con continuación de un material más grueso como la lana) pero abrigado que se emplea para cubrir el cuello, siendo, a diferencia de la bufanda, que es abierta, una prenda cerrada, con una forma semejante al final de la pernera de un pantalón. Hoy en día se empieza a usar fuera del contexto militar. También existe de tejidos y materiales más térmicos y se conoce, en esos casos, como braga polar.
- Datos: Q5733109
- Multimedia: Buff / Q5733109